# Muidorge
Muidorge é uma comuna francesa na região administrativa de Altos da França, no departamento de Oise. Estende-se por uma área de 5,34 km². Em 2010 a comuna tinha 143 habitantes (densidade: 26,8 hab./km²).